# サンキュー!! (アルバム)
『サンキュー!!』は、スパークリング☆ポイントの3枚目のオリジナルアルバム。2007年7月4日にNORTHERN MUSICから発売された。

## 内容
3枚のシングルが入った約1年ぶりのアルバム。ブックレットが封入されていて、内容はメンバープロフィール、39（サンキュー）の質問、奄美っ子度チェック、ディスコグラフィー、セルフライナーノーツなど。
それまではメンバー3人での共同作詞だったが、今作ではメンバーがそれぞれソロで作詞を手掛けた曲が収録されている（亜衣里が2曲、明日香が1曲、梓が3曲）。「さよならのかわりに」のカップリング曲では、亜衣里作詞の「ハイビスカス」は収録されたが、明日香作詞の「ずっと離れないで」は収録されなかった。
無名の作曲家を多数起用しており、ジャケット写真も『キミキラSunshine』のPVの写真が使われている
今作以降リリース停止となる。

## 収録曲
1. サンキュー!! [4:41]
作詞：スパークリング☆ポイント、作曲：藤本貴則、編曲：新井健史（vin-PRAD）
2. ルリハコベ [4:59]
作詞：スパークリング☆ポイント、作曲：春畑道哉、編曲：小林哲
10thシングル。
3. 夢と君と僕と [4:07]
作詞：満梓、作曲：瀬尾義経、編曲：NAKEDGRUN
4. ハイビスカス [4:57]
作詞：airi、作曲：今井宏、編曲：NAKEDGRUN
「さよならのかわりに」のカップリング曲。
5. いも〜れ奄美 [4:57]
作詞：スパークリング☆ポイント、作曲：小島久尚、編曲：新井健史（vin-PRAD）
6. OH! My Honey〜ヤキソバかきこんで〜 [3:44]
作詞：airi、作曲・編曲：津久井箇人
7. スパンコールナイト [3:58]
作詞：スパークリング☆ポイント、作曲・編曲：Bonn
「ルリハコベ」のカップリング曲。
8. 恋の1-2-3 [4:15]
作詞：スパークリング☆ポイント、作曲：大野愛果、編曲：Junichi Matsuda for B.R.G
8thシングル。
9. 幻の月 [4:08]
作詞：満梓、作曲：藤本貴則、編曲：Bonn
10. 夏の夕べ〜あやまる岬で〜 [4:11]
作詞：Asuka、作曲・編曲：後藤康二
11. さよならのかわりに [5:12]
作詞・作曲：満梓、編曲：池田大介
9thシングル。